# Comunidad de aglomeración de la Riviera Francesa
La Comunidad de aglomeración de la Riviera francesa (en francés: communauté d'agglomération de la Riviera française), es la estructura intercomunal francesa situada en el departamento de Alpes Marítimos, de la región de Provenza-Alpes-Costa Azul.

## Geografía
Está ubicada en el este del departamento, fronteriza con Italia.

## Historia
Fue creada el 27 de setiembre de 2001 con Beausoleil, Castillon, Menton, Moulinet, Roquebrune-Cap-Martin y Sospel. En 2014 se incorporan Breil-sur-Roya, La Brigue, Fontan, Saorge y Tende.
Las 15 comunas de la comunidad son:
1. Beausoleil
2. Breil-sur-Roya
3. La Brigue
4. Castellar
5. Castillon
6. Fontan
7. Gorbio
8. Menton
9. Moulinet
10. Roquebrune-Cap-Martin
11. Sainte-Agnès
12. Saorge
13. Sospel
14. Tende
15. La Turbie